# Amiga E
Amiga E, of enkel E, is een programmeertaal gecreëerd door Wouter van Oortmerssen. De ontwikkeling eindigde in 1997.
Amiga E is een combinatie van kenmerken van een serie talen, maar volgt de originele programmeertaal C nauwkeurig in termen van basisconcepten. Voordelen van Amiga E zijn snelle compilatie (wat gebruik toestaat in plaats van scriptingtaal), leesbare broncode, flexibel type-systeem, krachtig modulesysteem, exception handling (niet C++-variant) en objectgeoriënteerd programmeren.
Het Hello world-programma in Amiga E ziet er als volgt uit:
```
PROC main()
WriteF('Hello, World!')
ENDPROC
```